# Forêt de Biriya
La forêt de Biraya (hébreu : יערבִּירִיָּה), 
(Ya'ar HaBirayah) est une forêt en Israël, située en Haute Galilée, à l'est de la ville de Safed. Elle est proche du mont Meron, sommet de la Galilée, et le plateau du Golan y est visible. Elle a été aménagée sur les pentes des montagnes en direction de Rosh Pina et de Hatzor. Elle est située à l'ouest de la rivière Nahal Amud qui s'écoule dans une vallée pittoresque et très boisée.
La forêt, qui est l'une des plus grandes forêts d'Israël, est la plus étendue de toute la Galilée. C'est une forêt de  conifères, essentiellement composée de pins de Jérusalem depuis  ses origines. Par la suite, d'autres essences ont été introduites comme les pins de Calabre et les cyprès. Des cèdres de l'Atlas trônent au milieu de bosquets de la forêt. Elle constitue un espace de loisirs et de découverte populaires autant que de randonnées et offre des points de vue panoramiques, étant située à 900 mètres d'altitude.
Tout comme la majorité des forêts du pays, elle a été plantée par le Fonds national juif, qui continue de l'étendre. La forêt couvre une superficie de 20 000 dounam, soit 20 km2.
Cette vaste forêt a été  plantée par le Keren Kayemeth Leisraël à partir de la décennie des années 1940 avec les contributions du Mizrahi de l'Organisation juive de Grande Bretagne, et du Mizrahi des femmes britanniques ainsi que des mizrahim des États-Unis d'Amérique, du Canada, du Mexique et de la France

## Galerie

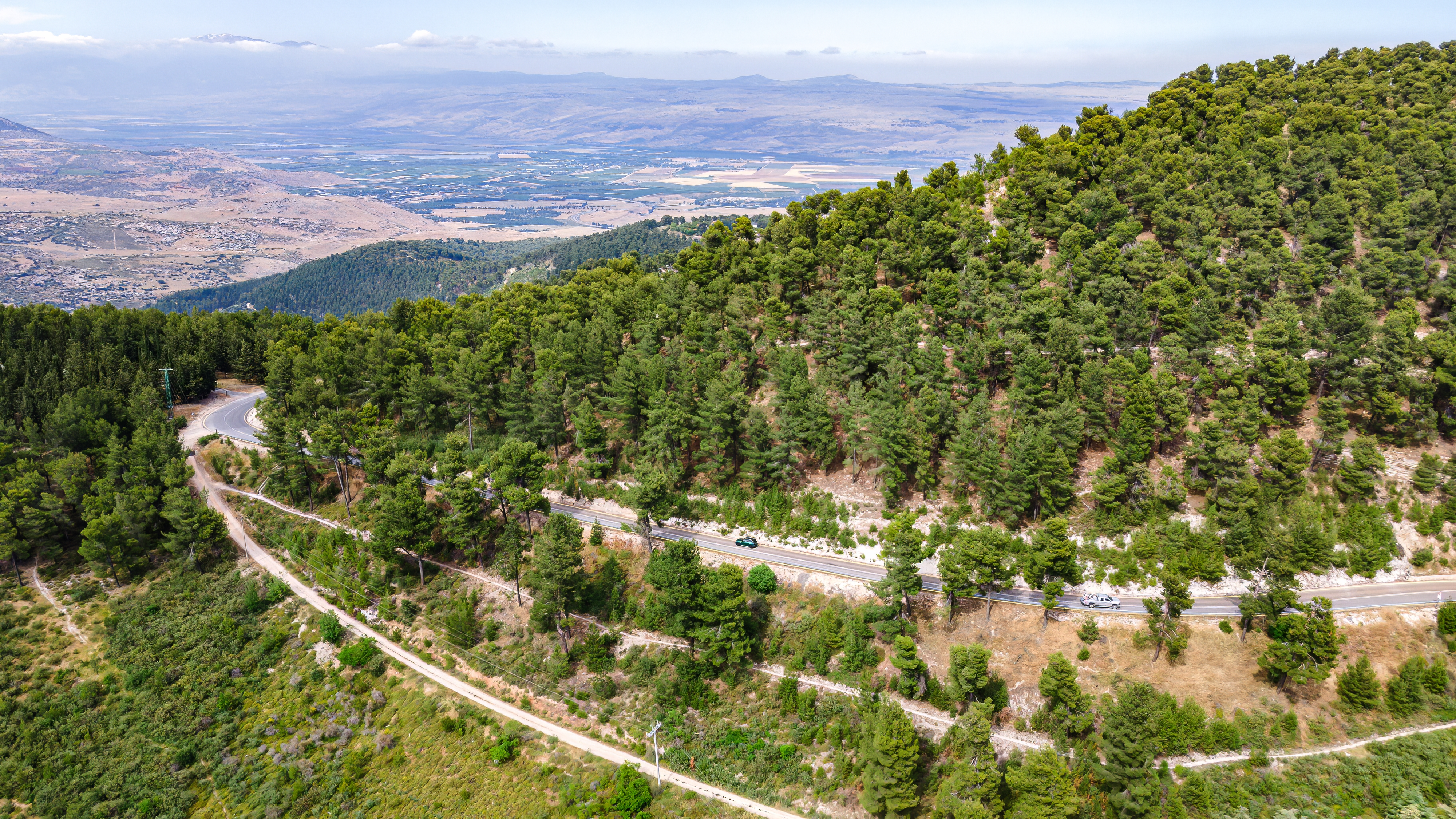
La Forêt de Biriya est la plus grande de la Galilée.

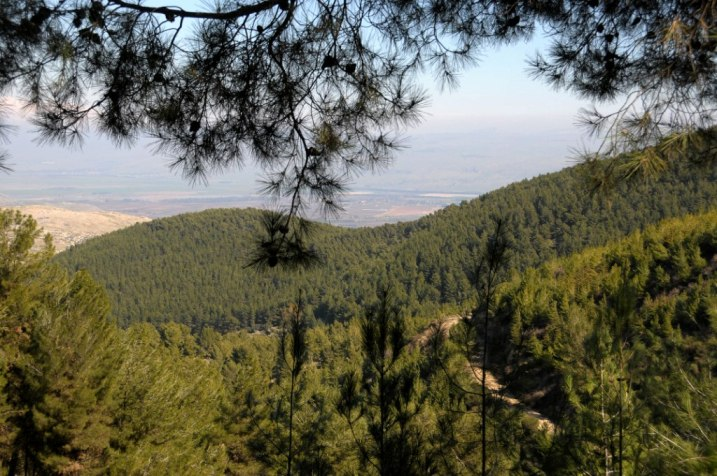
Forêt de Biriya.

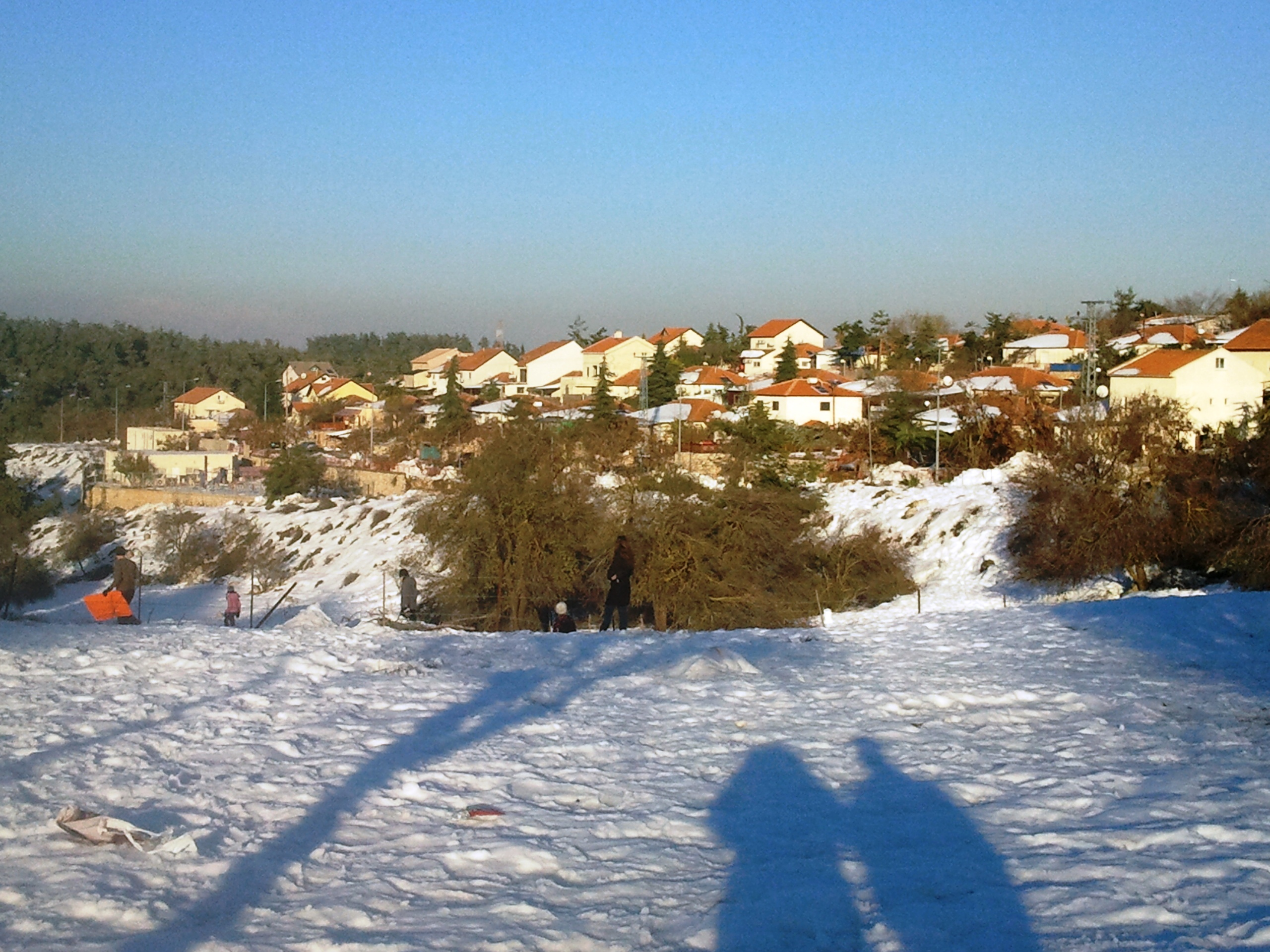
Neige sur la forêt de Biriya en Haute Galilée.